# Zemmer (Ortsbezirk)
Zemmer ist der namensgebende Ortsteil und ein Ortsbezirk der Ortsgemeinde Zemmer im Landkreis Trier-Saarburg in Rheinland-Pfalz.

## Geographie
Der Ort Zemmer in der Südeifel liegt am Rande des Buntsandsteinhöhenzugs des Meulenwalds und zählt zur Fidei.
Zum Ortsbezirk Zemmer gehören die Wohnplätze Forsthaus Mülchen, Rothaus, Schönfelderhof, Paulushof, Corneliushof, Kapellenhof, Johanneshof, Rosenhof, Haus Königseifen und Auf dem Galgenfeld.
Nachbarorte von Zemmer sind die beiden Ortsteile Schleidweiler und Rodt im Südwesten, sowie die Ortsgemeinden Orenhofen im Westen, Heidweiler im Nordosten und Naurath im  Südosten. Der Trierer Stadtteil Ehrang-Quint und die Stadt Schweich liegen weiter südlich im Moseltal.

## Geschichte
Zur Geschichte des Ortes siehe Ortsgemeinde „Zemmer“.
Am 17. März 1974 wurde die bis zu diesem Zeitpunkt selbstständige Gemeinde Schleidweiler-Rodt nach Zemmer eingemeindet, und nachfolgend Ortsbezirke gebildet.

## Politik

### Ortsbezirk
Zemmer ist gemäß Hauptsatzung einer von vier Ortsbezirken der Ortsgemeinde Zemmer. Der Ortsbezirk umfasst die ursprüngliche Gemeinde. Die Interessen des Ortsbezirks werden durch einen Ortsbeirat und durch einen Ortsvorsteher vertreten.

### Ortsbeirat
Der Ortsbeirat besteht aus sechs Mitgliedern, die bei der Kommunalwahl am 9. Juni 2024 in einer personalisierten Verhältniswahl gewählt wurden, und der ehrenamtlichen Ortsvorsteherin als Vorsitzender.
Die Sitzverteilung:
| Wahl | SPD | CDU | WG (a) | FWG (b) | Gesamt  |
| ---- | --- | --- | ------ | ------- | ------- |
| 2024 | 1   | 1   | 2      | 2       | 6 Sitze |
| 2019 | 1   | –   | 4      | 1       | 6 Sitze |
| 2014 | 2   | –   | 4      | –       | 6 Sitze |
| 2009 | 2   | –   | 4      | –       | 6 Sitze |

### Ortsvorsteher
Claudia Krütten (SPD) wurde am 11. September 2024 Ortsvorsteherin von Zemmer. Da für die Direktwahl am 9. Juni 2024 kein Wahlvorschlag eingereicht wurde, oblag die Neuwahl des Ortsvorstehers dem Ortsbeirat. Auf seiner konstituierenden Sitzung wählte er Claudia Krütten.
Krüttens Vorgänger Klaus-Peter Gerhards (WG) hatte das Amt 2009 übernommen. Zuletzt bei der Direktwahl am 26. Mai 2019 war er mit einem Stimmenanteil von 83,36 % für weitere fünf Jahre in seinem Amt bestätigt worden. Bei der Wahl 2024 kandidierte er nicht erneut als Ortsvorsteher.

## Kultur und Sehenswürdigkeiten

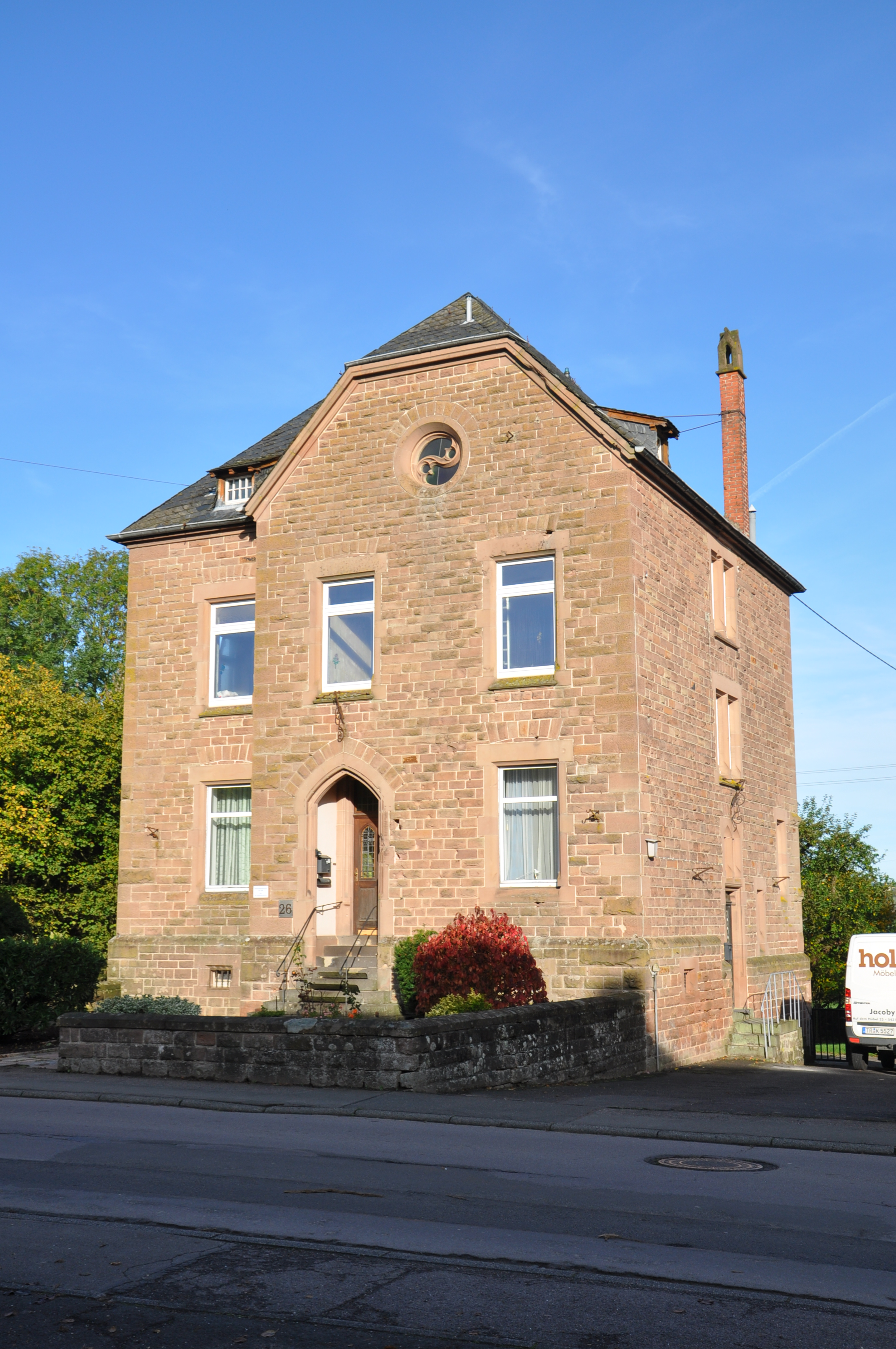
Pfarrhaus Zemmer (2014)

In der Denkmalliste des Landes Rheinland-Pfalz (Stand: 2021) werden u. a. folgende Kulturdenkmäler genannt:
- Römisch-katholische Pfarrkirche St. Remigius, neugotische zweischiffige Hallenkirche (1908/09)[14]
- Pfarrhaus, Sandsteinbau (1902)
- Vier Forsthäuser aus dem 18. und 19. Jahrhundert in der Gemarkung
- Denkmalzone Rothaus und Haus Königseiffen

## Wirtschaft und Infrastruktur
Der Ortsbezirk Zemmer liegt an der Landesstraße 43. Im Ort zweigt die Kreisstraße 33 nach Orenhofen ab.